# Заупе, Эрнст Юлиус
Эрнст Юлиус Заупе (нем. Ernst Julius Saupe; 2 февраля 1809, Гера — 6 февраля 1871, там же) — немецкий литературовед.

## Биография
С 1835 г. был учителем гимназии в Гере. Опубликовал хронологические таблицы жизни и творчества Гёте (1854, переиздание 1866) и Шиллера (1855), подробный комментарий к балладам Гёте и Шиллера (1853) и к первой части «Фауста» (1856), брошюру «Шиллер и его отеческий дом» (нем. Schiller und sein väterliches haus; 1851). Написал также «Картинки из жизни Лютера» (нем. Bilder aus Luthers Leben; 1861), «Жизнь и творческое развитие Шекспира» (нем. Shakspeares Leben und Entwickelungsgang; 1867), «Виды немецкого поэтического искусства» (нем. Die Gattungen der deutschen Dichtkunst; 1863), «Три образца древнегерманской героической песни: Нибелунги, Гудрун, Парсифаль» (нем. Der altdeutsche Heldensang in drei Proben: Nibelungen, Gudrun, Parzival; 1863) и др.